# Lauriea siagiani

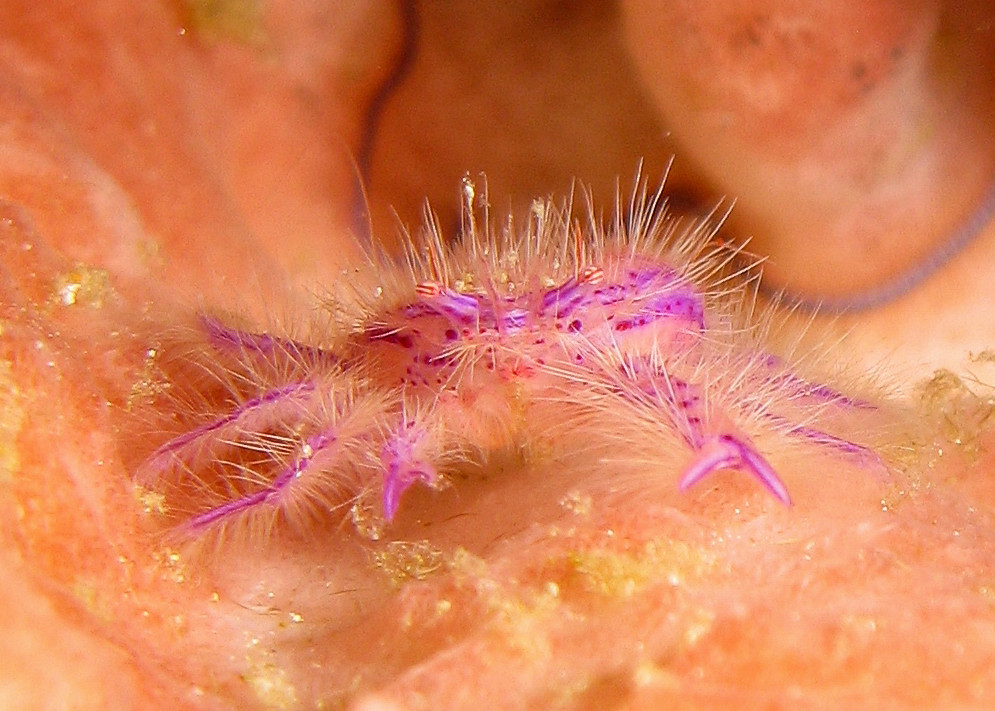

Lauriea siagiani, conosciuta comunemente come Galatea pelosa è un crostaceo decapode marino appartenente alla famiglia Galatheidae.

## Distribuzione e habitat
Diffuso nelle barriere coralline dell'Indo-Pacifico.

## Biologia
Commensale di diverse specie di spugne, frequenta spesso le grandi spugne del genere Xestospongia.